# Theraphosa blondi
A aranha-golias-comedora-de-pássaros, também conhecida como aranha-golias ou tarântula-golias, é uma espécie de tarântula (ou caranguejeira) da família Theraphosidae ou " Infernais Venenosos". É considerada o maior aracnídeo do mundo, em massa corporal. No quesito envergadura, ainda há uma competição com a espécie Heteropoda maxima como a mais comprida.
Endêmica do norte da Amazônia brasileira, não raro é também encontrada na Guiana, no Suriname e na Venezuela. Chamam-na de "comedora de pássaros" porque ela realmente é capaz de abater e devorar um pássaro, além de pequenos roedores, répteis e anfíbios. Apesar disto, a Theraphosa blondi raramente ataca vertebrados adultos.
No século XIX, a naturalista Maria Sibylla Merian produziu uma gravura feita com cobre, onde estavam ilustradas aranhas e formigas. Entre os aracnídeos, estava uma aranha semelhante à Theraphosa blondi, predando um beija-flor.

## Descrição

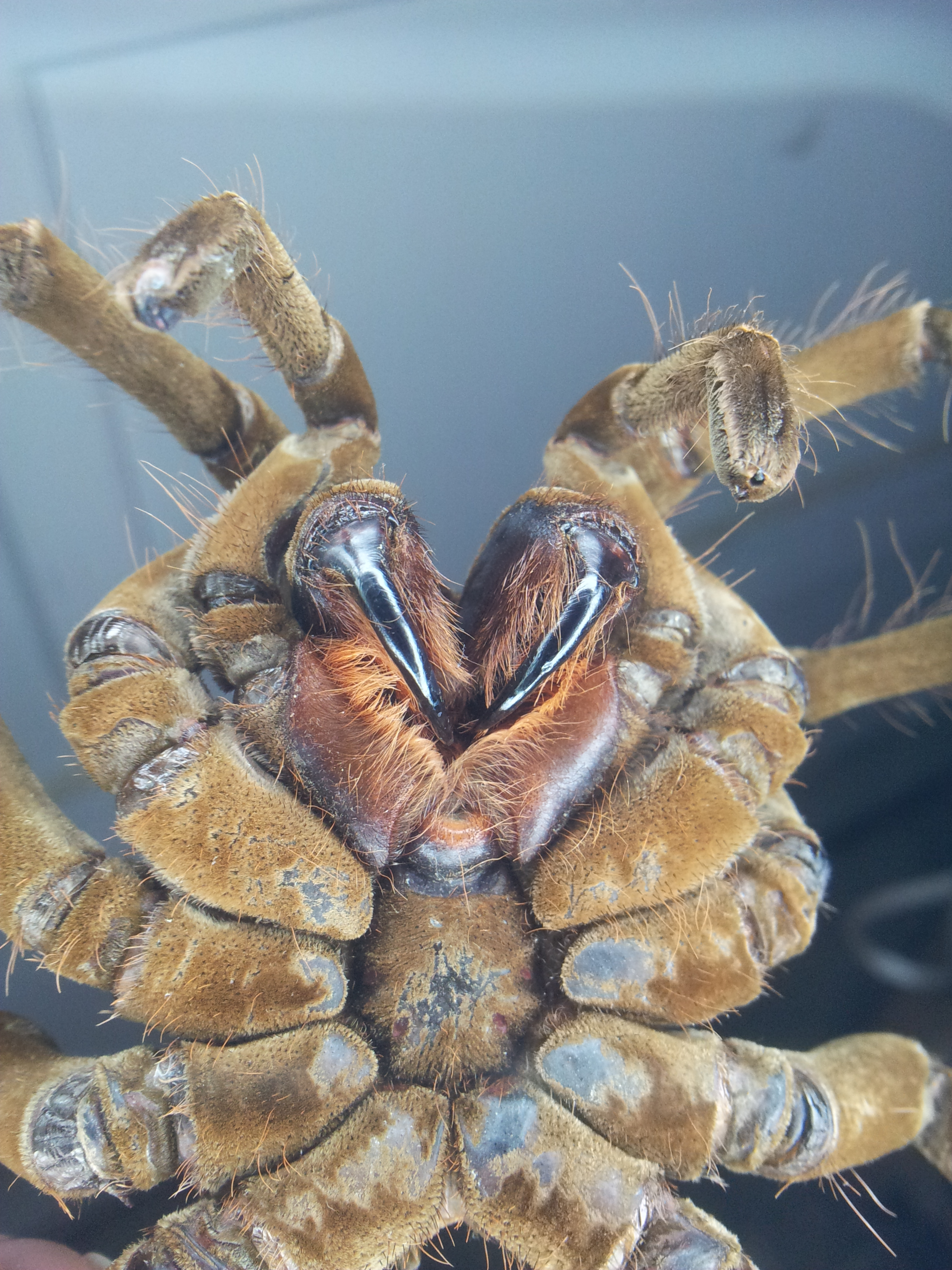
As presas de uma tarântula-golias fêmea.

Essa é uma espécie bastante conhecida por criadores de aranhas, chamando-lhes a atenção o seu tamanho avantajado (que pode chegar a 28 cm ou mais), embora não seja raro registros de exemplares ainda maiores (30 cm), nativos venezuelanos, relatam que esta espécie chega a alcançar 40 cm, ainda sem comprovação . A manipulação só é recomendada por pessoas com experiência, pois apresenta um comportamento muito agressivo. Seus pêlos abdominais são extremamente urticantes, e, como outras caranguejeiras, é capaz de lançá-los em direção aos seus adversários, provocando irritação nas vias respiratórias dos mesmos.
Sua picada, embora seu veneno não seja muito prejudicial aos seres humanos, é capaz de provocar náuseas, transpiração excessiva e bastante dor local, uma vez que suas quelíceras podem chegar a 3 cm de comprimento, capazes de perfurar a pele humana com muita facilidade. Por outro lado, a ação do veneno quando injetado em suas presas é mortal, pois atinge o sistema nervoso central das mesmas, paralisando-as.
Como diversos outros animais semelhantes, geralmente só atacam os seres humanos quando se sentem ameaçados, e nesta situação, como sinal de alerta, emitem um tipo de chiado, graças a órgãos estriduladores que possuem em seu abdômen, característica essa que a maioria das outras espécies de aranhas não possui. Embora essa aranha seja venenosa, na maioria dos casos de ataques a humanos sua picada não resulta em envenenamento, o que costuma ser chamado de "mordida seca".

## Habitat
Esta aranha vive nas florestas tropicais úmidas da Amazônia, sendo encontrada geralmente em áreas pantanosas ou alagadiças, onde cava grandes tocas, dentro das quais pode se situar a vida inteira. O aracnídeo ocorre em pelo menos quatro países da América do Sul; Guiana, Suriname,  Venezuela e Brasil, especialmente nos estados do Amazonas, Pará e Roraima. Nestas áreas, as temperaturas variam anualmente de 21 °C a 42 °C (a temperatura média anual é de 28 °C), e a umidade do ar varia de 80% a 90%. Possui hábitos noturnos e é uma excelente caçadora.

## Alimentação
Na natureza, a aranha-golias pode se alimentar de uma gama variada de insetos, no entanto, é comum se alimentarem de animais maiores, incluindo vertebrados. A espécie é conhecida por escalar árvores e atacar os ninhos de pássaros, alimentando-se de filhotes. Também pode atacar pequenos mamíferos roedores, répteis e anfíbios. Já em cativeiro, esses aracnídeos costumam ser alimentados com insetos pequenos, tais como grilos, gafanhotos e baratas. Também apresentam comportamento canibalístico, podendo atacar outras aranhas de sua própria espécie.